# Список правителей Омана
Султан Омана (араб. سلطان عمان‎) — глава Омана, который возглавляет исполнительную, законодательную и судебную ветви власти.
В исламское время на территории современного Омана существовало несколько государств, возглавляемых светскими или духовными правителями.

## Династия Джуландидов (аль-Джуланда)
Происходила от местного правителя аль-Джуланда, который принял ислам и стал наместником Омана. К ней принадлежали:
- аль-Джуланда ибн аль-Мустатир (ок. 600—630)
- Джафар ибн Джуланда, (ок. 630—651), сын аль-Джуланды ибн аль-Мустатира
- Аббад I ибн аль-Мустатир, (сопр. ок. 630—640) брат аль-Джуланды ибн аль-Мустатира
- Аббад II(651/652 — 659)
- Сулейман (659—697), сын Аббада II

## Наместники халифата
В период с 697 до 750 годы территория управлялась наместниками, назначаемыми халифатом. Хотя их власть и пытались оспорить потомки аль-Джуланды
ибн аль-Мустатира.
Выборному имаму аль-Джуланде ибн Масуду аль-Азди удалось лишь на три года добиться самостоятельности.
Но он был убит, и аббасидские халифы на 8 лет восстановили контроль над территорией Омана.

## Выборные имамы
Правили в центральной части современного Омана (столица Низва)
| Имя                                                           | датировка Эрлихмана В. В. | датировка Сычёва В. В. | датировка Regnal chronologies |
| ------------------------------------------------------------- | ------------------------- | ---------------------- | ----------------------------- |
| Муса ибн Абу Джабер аль-Аскари                                | 791                       |                        | 791                           |
| Мухаммед ибн Абу Аффан аль-Азди (Мухаммед ибн Аффан ал-Йазди) | 791 — 792                 | 761 — 799              | 791 — 792                     |
| аль-Варис ибн Кааб аль-Харуси (Варис ибн Каб)                 | 792 — 804                 | 801 — 807              | 792 — 804                     |
| Хасан ибн Абдаллах аль-Фаджи                                  | 807 — 823                 | 807 — 824              | 807 — 823                     |
| Абд аль-Малик ибн Хамид аль-Азди                              | 824 — 840                 | 824 — 840              | 824 — 840                     |
| аль-Муханна ибн Джафар аль-Фаджи (Муханна ибн Джафар)         | 842 — 851                 | 840 — 851              | 842 — 851                     |
| ас-Сальт ибн Малик аль-Азди (Сальт ибн Малик)                 | 851 — 887                 | 851 — 886              | 851 — 887                     |
| Рашид ибн ан-Назр (Рашид ибн Наср)                            | 887 — 890                 | 886 — 890              | 887 — 890                     |
| аль-Аззан ибн Тамим аль-Харуси (Аззан ибн Тамим)              | 890 — 893                 | 890 — 897              | 890 — 893                     |
| Мухаммед ибн аль-Хасан аль-Азди (Мухаммед ибн Хасан)          | первый раз в 897—898      | первый раз в 897—898   | первый раз в 897—898          |
| Аззан ибн Хизр аль-Малики аль-Йахмади (Аззан ибн Хызр)        | 898 — 899                 | 898 — 899              | 898 — 899                     |
| Абдаллах ибн Мухаммед аль-Хаддани                             | 899 — 900                 | 899 — 900              | 899 — 900                     |
| ас-Сальт ибн аль-Касим (Сальт ибн Касим)                      | 900                       | 900                    | 900                           |
| Мухаммед ибн аль-Хасан аль-Азди                               | повторно в 900            | повторно в 900         | повторно в 900                |
| аль-Хасан ибн Саид аш-Шахтани (Хасан ибн Саид)                | 900 — 905                 | 900 — 904              | 900 — 905                     |
| аль-Хавари ибн Масраф аль-Хаддани (Хавари ибн Матраф)         | 905 — 912                 | 904 — 912              | 905 — 912                     |
| Умар ибн Мухаммед ибн Масраф (Умар ибн Мухаммед ибн Матраф)   | 912 — 931                 | 912 — ?                | 912 — 931                     |
| Мухаммед ибн Йазид аль-Кинди                                  | 932 — 933                 | ?                      | 932 — 933                     |
| аль-Хакам ибн аль-Мулла аль-Бахари (Мулла ал-Бехари)          | 933 — 935                 | ?                      | 933 — 935                     |
| Абу-ль-Касим Саид ибн Абдаллах (Саид ибн Абдаллах)            | 936 — 939                 | ? — 939                | 936 — 939                     |
| Рашид ибн аль-Валид                                           | 939 — 943                 | ?                      | 939 — 943                     |
| Абу Мухаммед Ризван ибн Джафар                                | 951 — 973                 | не указан              | 951 — 973                     |
| Вард ибн Зийад                                                | 973                       |                        | 973                           |

В 973 году территория была завоевана государством Буидов, правивших до 1050 года.
| Имя                                 | датировка Эрлихмана В. В. | датировка Сычёва В. В. | датировка Regnal chronologies |
| ----------------------------------- | ------------------------- | ---------------------- | ----------------------------- |
| Халиль ибн Шадзан                   | не указан                 | 1009 — ?               | не указан                     |
| Рашид ибн Саид                      | 1050 — 1053               | ? — 1053               | 1050 — 1053                   |
| Хафс ибн Рашид                      | 1053                      | 1053                   | 1053                          |
| Рашид ибн Али                       | 1053 — 1055               | 1053 — ?               | 1053 — 1055                   |
| Абу Джабер Муса ибн Муса аль-Маалли | 1055 — 1057               | не указан              | 1055 — 1057                   |

С 1063 до 1116 год управлялось Сельджукидами Кермана.
| Имя                                                    | датировка Эрлихмана В. В. | датировка Сычёва В. В. | датировка Regnal chronologies |
| ------------------------------------------------------ | ------------------------- | ---------------------- | ----------------------------- |
| Мухаммед ибн Хабис                                     | 1116 — 1119               | не указан              | 1116 — 1119                   |
| Рашид ибн Али                                          | 1119 — 1130               | не указан              | 1119 — 1130                   |
| Муса ибн Джабер аль-Маалли (Абу Джаббар Муса ибн Муса) | ок. 1130—1154             | - 1154                 | 1130 — 1154                   |
| Мухаммед ибн Ханбаш                                    | 1154 — 1161               | не указан              | 1154 — 1161                   |
| Хафс ибн Мухаммед                                      | 1162 — 1165               | не указан              | 1162 — 1165                   |

Покорены Набханидами

## Набханиды
Набханиды (Бану Набхан) или Небханиды правили в северной части современного Омана (столица Бахла, с 1276 Сухар)
- Абу Мухаммед аль-Фаллах ибн аль-Мухсин ан-Набхани — 1154 — ок. 1170
- Абу Мухаммед Арар — ок. 1170
- Абу Мухаммед аль-Музаффар ибн Сулейман — ок. 1250
- Абу Маали Кахлан ибн Набхан — 1262—1265
- Умар ибн Набхан — 1265—1276
- Хилал — 1276—1278
- Кахтан − 1278—1285
- Абу Мухаммед ибн Набхан — ок. 1330
- Махзум ибн аль-Фаллах — ок. 1380—1406
- Сулейман ибн Сулейман ибн Музаффар — ок. 1450—1488

## Выборные имамы
| Имя                                                                                              | датировка Эрлихмана В. В. | датировка Сычёва Н. В. | датировка Regnal chronologies | иная датировка     |
| ------------------------------------------------------------------------------------------------ | ------------------------- | ---------------------- | ----------------------------- | ------------------ |
| Малик ибн Али аль-Хувари                                                                         |                           | 1406 — 1429            |                               |                    |
| Абу-ль-Хасан Абдаллах ибн Хамис аль-Азди (Абу-ль-Хасан Абдаллах ибн Хамис, Абу аль-Хассан Умани) | 1435 — 1443               | 1436 — 1443            | 1430/1435 — 1443/1451         | правил в 1435—1451 |
| Умар ибн аль-Хаттаб аль-Азди аль-Харуси (Умар бен аль-Хаттаб)                                    | 1451 — 1452, 1480—1489    | 1451—1490              | 1451 — 1452                   | правил в 1451—1490 |
| Мухаммед ибн Сулейман                                                                            | 1489 — 1491 (первый раз)  |                        | 1489 — 1491 (первый раз)      |                    |
| Умар аш-Шериф                                                                                    | 1491 — 1492               | 1490 — ?               | 1491 — 1492                   | правил в 1490—1500 |
| Мухаммед ибн Сулейман                                                                            | 1492 (второй раз)         |                        | 1492 (второй раз)             |                    |
| Ахмад ибн Мухаммед ар-Раики                                                                      | 1492 — 1499               | ?                      | 1492 — 1499                   |                    |
| Абу-ль-Хасан ибн Абд ас-Салам                                                                    | 1499 — 1500               | ?                      | 1499 — 1500                   |                    |
| Мухаммед ибн Исмаил (Мухаммед бен Исмаил)                                                        | 1500 — 1535               | 1500 — 1529            |                               | правил в 1500—1529 |
| Баракат ибн Мухаммед                                                                             | 1535 — 1560               | 1529 — 1560            | 1535 — 1560                   | правил в 1529—1560 |
| Абдаллах ибн Мухаммед аль-Карн аль-Хинаи (Абдалла бен Мухаммед)                                  | 1560                      | 1560 — 1561            | 1560                          | правил в 1560—1624 |
| Баракат ибн Мухаммед                                                                             | 1560                      | 1561 — ?               | 1560                          | правил в 1529—1560 |

## Набханиды
- Махзум ибн аль-Фаллах ибн Мухсин — ок. 1590—1615.
- Набхан — ок. 1615—1617
- Умайр ибн Химьяр — 1617—1624[11]

## Династия Аль Йаруб
| Имя                                                 | датировка Эрлихмана В. В. | датировка Родригеса | датировка Сычева Н. В.   | датировка Regnal chronologies | датировка Рыжова К. В.   |
| --------------------------------------------------- | ------------------------- | ------------------- | ------------------------ | ----------------------------- | ------------------------ |
| Насир ибн Муршид                                    | 1624—1649                 | 1624—1649           | 1624—1649                | 1625 — 1649                   | 1625 — 1649              |
| Султан I ибн Сайф                                   | 1649 — 1668               |                     | 1649 — 1668              | 1649 — 1669                   | 1649 — 1679              |
| Абу-ль-Араб I (Белараб ибн Султан ибн Сейф)         | 1668 — 1679               | 1679 — 1692         | 1668 — 1711              | 1669 — 1711                   | 1679—1692                |
| Сайф I ибн Султан                                   | 1679 — 1711               | 1692 — 1711         | 1711                     | 1711                          | 1692 — 1711              |
| Султан II ибн Саиф                                  | 1711 — 1718               | 1711 — 1719         | 1711 — 1718              | 1711 — 1719                   | 1711 — 1719              |
| Сайф II ибн Султан                                  | 1718 — 1719 (первый раз)  |                     | 1718 (первый раз)        | 1719 (первый раз)             | 1719 (первый раз)        |
| Муханна ибн Султан                                  | 1719 — 1720               |                     | 1718 — 1721              | 1719 — 1722                   | 1719 — 1722              |
| Сайф II ибн Султан                                  | 1720—1722 (второй раз)    |                     |                          |                               |                          |
| Йаруб ибн Абу-ль-Араб                               | 1722 — 1723               |                     | 1721 — 1722              | 1722 — 1723                   | 1722 — 1723              |
| Сайф II ибн Султан                                  | 1723 — 1724 (третий раз)  |                     | 1722 — 1724 (второй раз) | 1723 — 1724 (второй раз)      | 1723 — 1725 (второй раз) |
| Мухаммад ибн Насир аль Гафири (не из этой династии) | 1724 — 1728               |                     | 1724 — 1728              |                               | 1725 — 1728              |
| Сайф II ибн Султан                                  | 1728—1742 (четвертый раз) |                     | 1728—1738 (третий раз)   | 1728—1741 (третий раз)        | 1728—1741 (третий раз)   |
| Абу-ль-Араб II ибн Химьяр аль-Гафири                |                           |                     |                          | 1739 — 1741                   |                          |
| Султан III ибн Муршид                               | 1742—1743                 |                     | 1738                     |                               | 1739 — 1741              |
| Абу-ль-Араб II ибн Химьяр аль-Гафири                | 1743—1749                 |                     |                          | 1741 — 1749                   |                          |

В 1737—1744 годы персы Надир-шаха пытались захватить Оман. Это привело к смене династий.

## Династия Аль Саид
| Портрет | Имя                          | Дата рождения   | Дата смерти      | Начало правления | Окончание правления | Примечания |
| ------- | ---------------------------- | --------------- | ---------------- | ---------------- | ------------------- | --- |
|         | Ахмед ибн Саид               | 1710            | 15 декабря 1783  | 1744             | 15 декабря 1783     | Основатель династии; в 1744—1749 — правил только в прибрежных районах                                                                                         |
|         | Саид бин Ахмед (Саид I)      | 1741            | 1786             | 15 декабря 1783  | 1786                | Сын Ахмеда ибн Саида |
|         | Хамид бин Саид               | XVIII век       | 1792             | 1786             | 1792                | Сын Саида бин Ахмеда |
|         | Султан бин Ахмед             | 1755            | 20 ноября 1804   | 1792             | 20 ноября 1804      | Сын Ахмеда ибн Саида |
|         | Селим ибн Султан (Селим I)   | неизвестно      | 1806             | 20 ноября 1804   | 1806                | Сын Султана бин Ахмеда и его соправитель, а также соправитель Саида бен Султана                                                                               |
|         | Саид бен Султан (Саид II)    | 5 июня 1791     | 19 октября 1856  | 20 ноября 1804   | 1806                | Сын Султана бин Ахмеда и его соправитель, также совместно с Селимом бен Султаном; с 1806 — единоличное правление                                              |
| 1806    | Саид бен Султан (Саид II)    | 5 июня 1791     | 19 октября 1856  | 19 октября 1856  |                     | Сын Султана бин Ахмеда и его соправитель, также совместно с Селимом бен Султаном; с 1806 — единоличное правление                                              |
|         | Тувайни бен Саид             | 1821            | 11 февраля 1866  | 19 октября 1856  | 11 февраля 1866     | Сын Саида ибн Султана |
|         | Селим ибн Тувайни (Селим II) | 1839            | 7 декабря 1876   | 11 февраля 1866  | 1868                | Сын Тувайни бен Саида |
|         | Аззан бин Кайс               | XIX век         | 30 января 1871   | 1868             | 30 января 1871      | Сын Кайса ибн Аззана (1813—1861), губернатора Сухара и Рустака, праправнук первого оманского имама Ахмеда ибн Саида (1710—1783), основателя династии Аль Саид |
|         | Турки бин Саид               | 1832            | 4 июня 1888      | 30 января 1871   | 4 июня 1888         | Сын Саида бин Султана |
|         | Фейсал бин Турки             | 1864            | 5 октября 1913   | 4 июня 1888      | 5 октября 1913      | Сын Турки бин Саида |
|         | Теймур бин Фейсал            | 1 января 1886   | 1965             | 5 октября 1913   | 10 февраля 1932     | Сын Фейсала бин Турки; отрёкся от престола в 1932 году в пользу своего сына                                                                                   |
|         | Саид бен Таймур (Саид III)   | 13 августа 1910 | 19 октября 1972  | 10 февраля 1932  | 23 июля 1970        | Сын Теймура бин Фейсала; отрёкся от престола в пользу своего сына                                                                                             |
|         | Кабус бен Саид               | 18 ноября 1940  | 10 января 2020   | 23 июля 1970     | 10 января 2020      | Сын Саида бен Теймура |
|         | Хейсам бен Тарик             | 13 октября 1954 | Ныне здравствует | 11 января 2020   | Настоящее время     | Двоюродный брат Кабуса бен Саида, сын Тарика бен Теймура, премьер-министра Омана в 1970—1972 годах                                                            |